# Johann Heinrich Heidegger

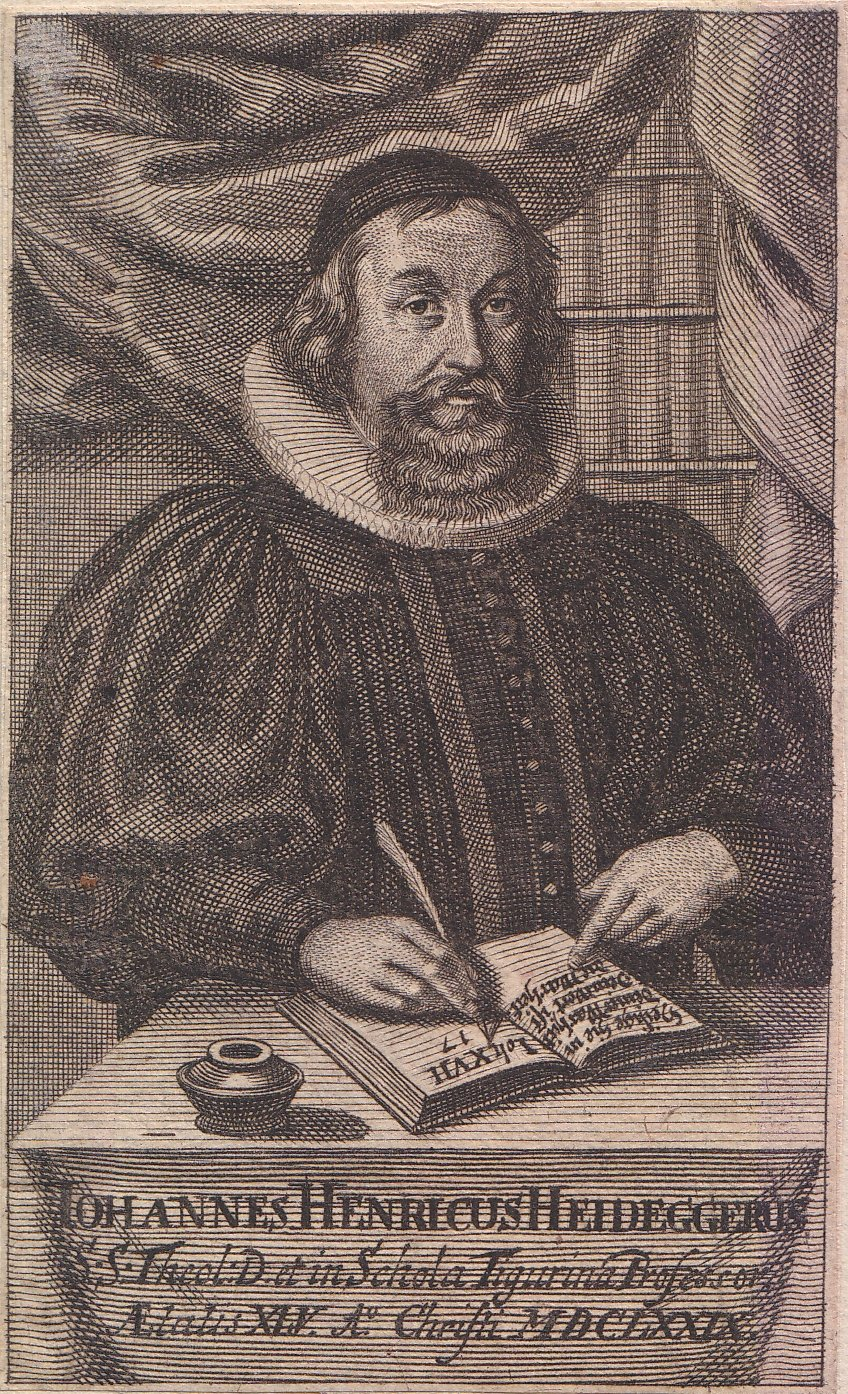
Porträt J. H. Heidegger mit 45 Jahren

Johann Heinrich Heidegger (* 1. Juli 1633 in Bäretswil im Zürcher Oberland; † 18. Januar 1698 in Zürich) war ein reformierter Theologe aus der Schweiz.

## Leben
Er wurde Professor der Hebräischen Sprache in Heidelberg, 1659 Professor der Theologie an der Hohen Schule in Steinfurt und in Zürich 1665 Professor der Moral und 1667 Professor der Theologie.
1661 heiratete er Elisabeth von Duno, Tochter eines schweizerischen Geschäftsmannes.
Während sich Heidegger 1686 für eine Einigung der reformierten Kirche mit der lutherischen einsetzte, polemisierte er gegen die Römisch-katholische Kirche heftig, etwa in seinen Schriften De fide decretorum concilii Tridentini quaestiones und Anatome concilii Tridentini. Er war ein bedeutender Vertreter der reformierten Föderaltheologie, beteiligte sich an der Abfassung des Consensus Helveticus und verteidigte gegen Louis Cappel die Verbalinspiration der Hebräischen Bibel bis in die Vokalpunkte.
Der Impresario Johann Jacob Heidegger war der jüngere seiner zwei Söhne.
Johann Heinrich Heidegger war der Taufpate von Johann Jakob Scheuchzer (1672–1733), der später Zürcher Stadtarzt und Mitglied der Gelehrtenakademie Leopoldina werden sollte. Heidegger wurde am Collegium Carolinum auch dessen akademischer Lehrer.

## Werke
- Joh. Henrici Heideggeri Sēder sěl miqra' : Lectioni Sacrae, Analysi generali singulorum V. & N. Test. Librorum ... inserviens. Typis Davidis Gessneri, Tiguri MDCC III (Gessner, Zürich 1703) (Digitalisat).